# العارضة (السبرة)

تعديل مصدري - تعديل

العارضة محلة تابعة لقرية جدابة، التابعة لعزلة عروان بمديرية السبرة إحدى مديريات محافظة إب في الجمهورية اليمنية.، بلغ تعداد سكانها 47 حسب تعداد اليمن لعام 2004.